# Église Saint-Pierre de Canet-de-Salars
Pour les articles homonymes, voir Église Saint-Pierre.
L'église Saint-Pierre est une église catholique située en France sur la commune de Canet-de-Salars, dans le département de l'Aveyron en région Occitanie.
Elle fait l'objet d'une inscription au titre des monuments historiques depuis le 24 février 1976.

## Localisation
L'église est située dans le département français de l'Aveyron, sur la commune de Canet-de-Salars.

## Historique
L'édifice et son oratoire est inscrit au titre des monuments historiques en 1976.